# Musée provincial Émile Verhaeren
Le musée provincial Émile Verhaeren est un musée de Belgique créé en 1955 et situé à Saint-Amand, lieu de naissance du poète et critique d'art Émile Verhaeren, d'origine flamande mais francophone. Un arrière-neveu du poète, René Gevers, a installé le musée dans la maison du Bac sur le quai. La collection était en grande partie composée d'œuvres d'art, de toutes sortes de livres et d'objets.
Dans les années 1960, René Gevers a retiré sa collection. Une nouvelle collection fut rassemblée et l'administration de la maison du Bac fut reprise par le syndicat d'initiatives Klein-Brabant/Scheldeland.
En 1982, le gouvernement provincial anversois est devenu propriétaire du bâtiment et de la collection. Avec la participation de la province, de la commune et de fonds privés, depuis 1er janvier 1995 la société a.s.b.l. Émile Verhaeren est entièrement responsable de la politique et de l'administration du musée.
Depuis 1997, le musée est hébergé au premier étage du « Foyer communal Le Lion » dans la rue Émile Verhaeren (lang|nl|Emile Verhaerenstraat). Ce bâtiment, entièrement restauré, faisait partie autrefois de la maison natale d'Émile Verhaeren.
Le musée provincial Émile Verhaeren est un musée littéraire. Il abrite des manuscrits originaux, des livres, des lettres, des objets personnels, des œuvres d'art et des sculptures.
Le visiteur peut faire y connaissance avec le poète, son activité littéraire et l'esprit du temps où il vivait.